# 4711

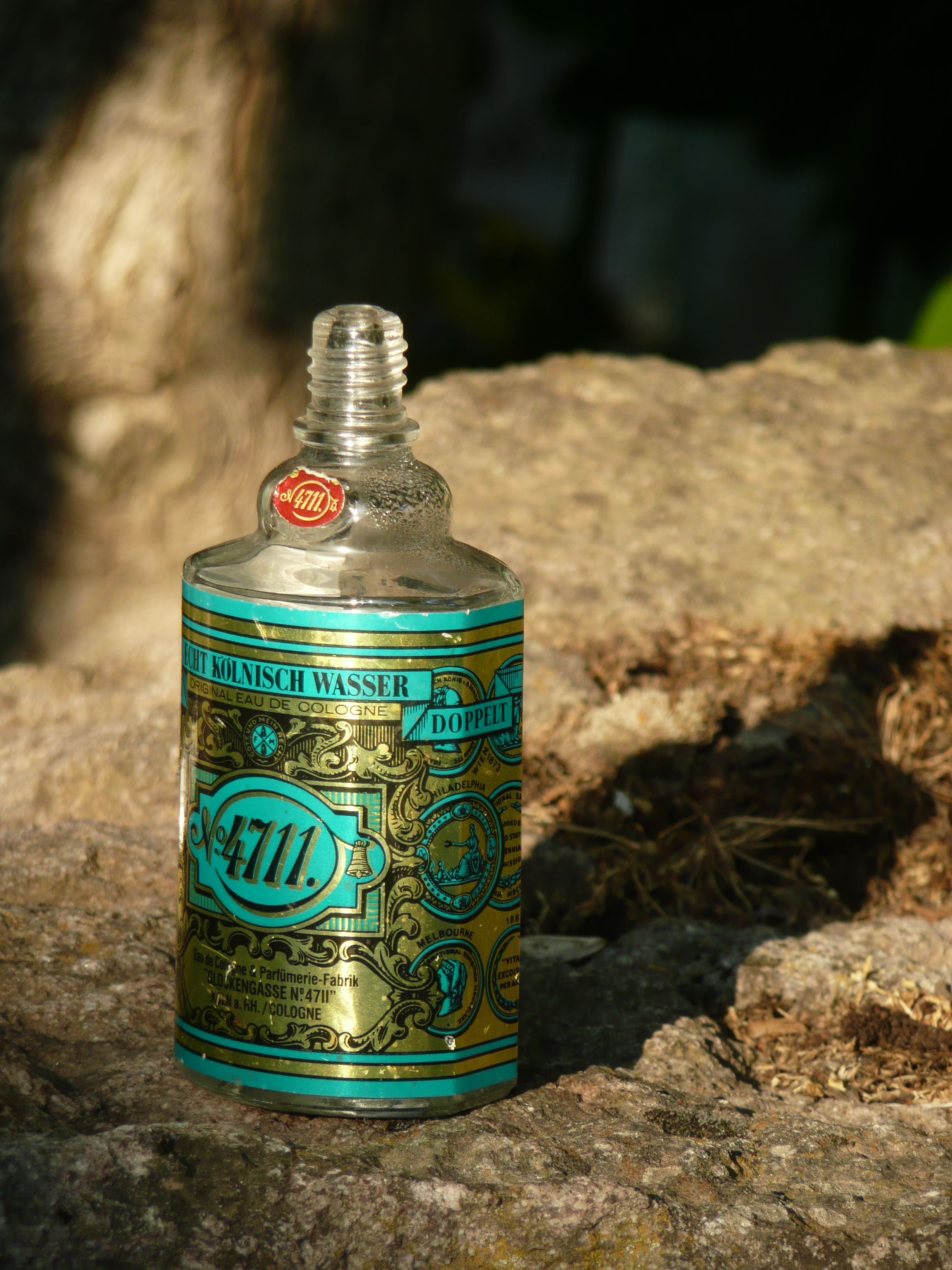
Флакон одеколона 4711

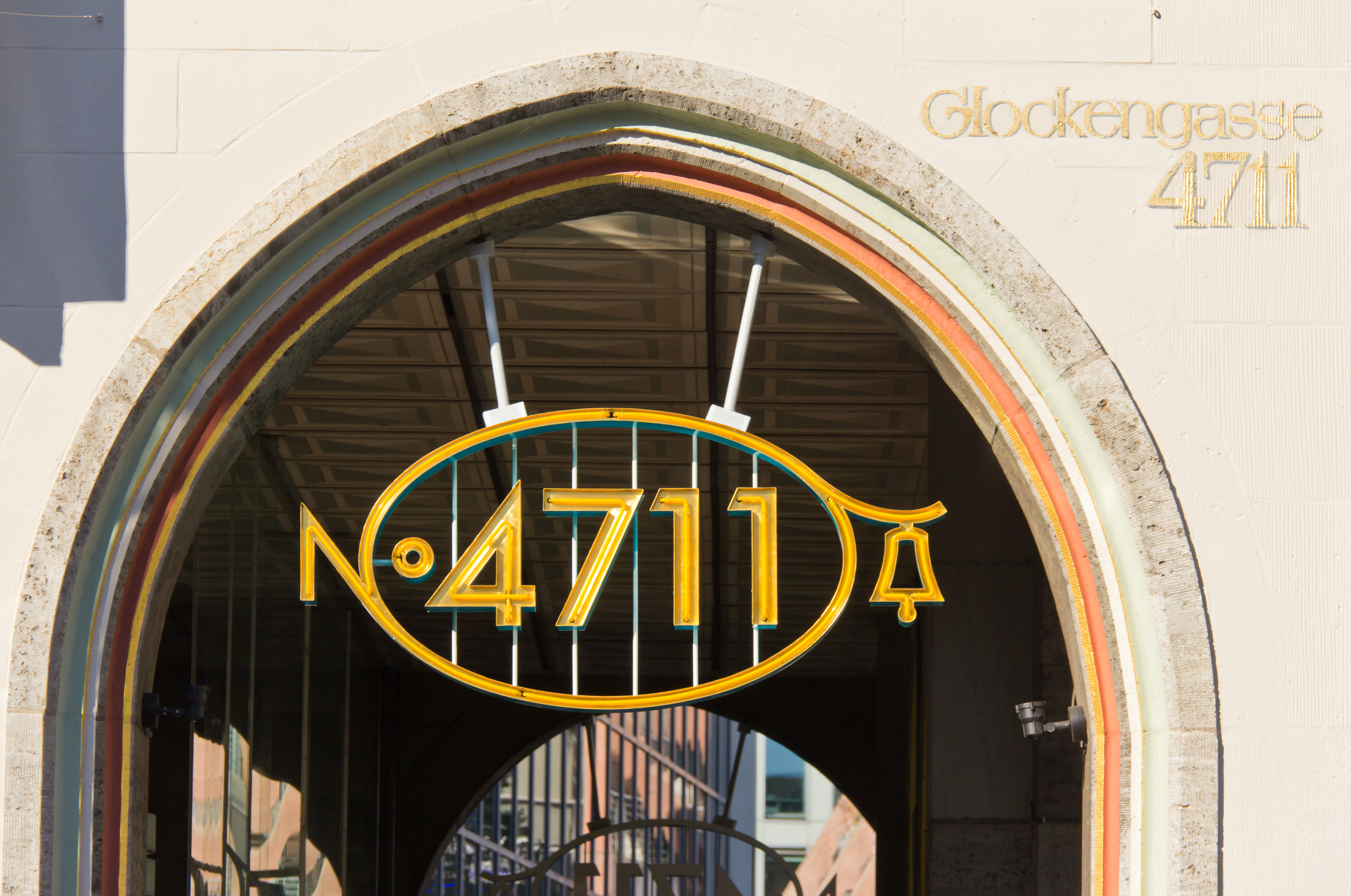
Деталь здания Glockengasse Nr.4711 в 2011 году с новым логотипом 4711

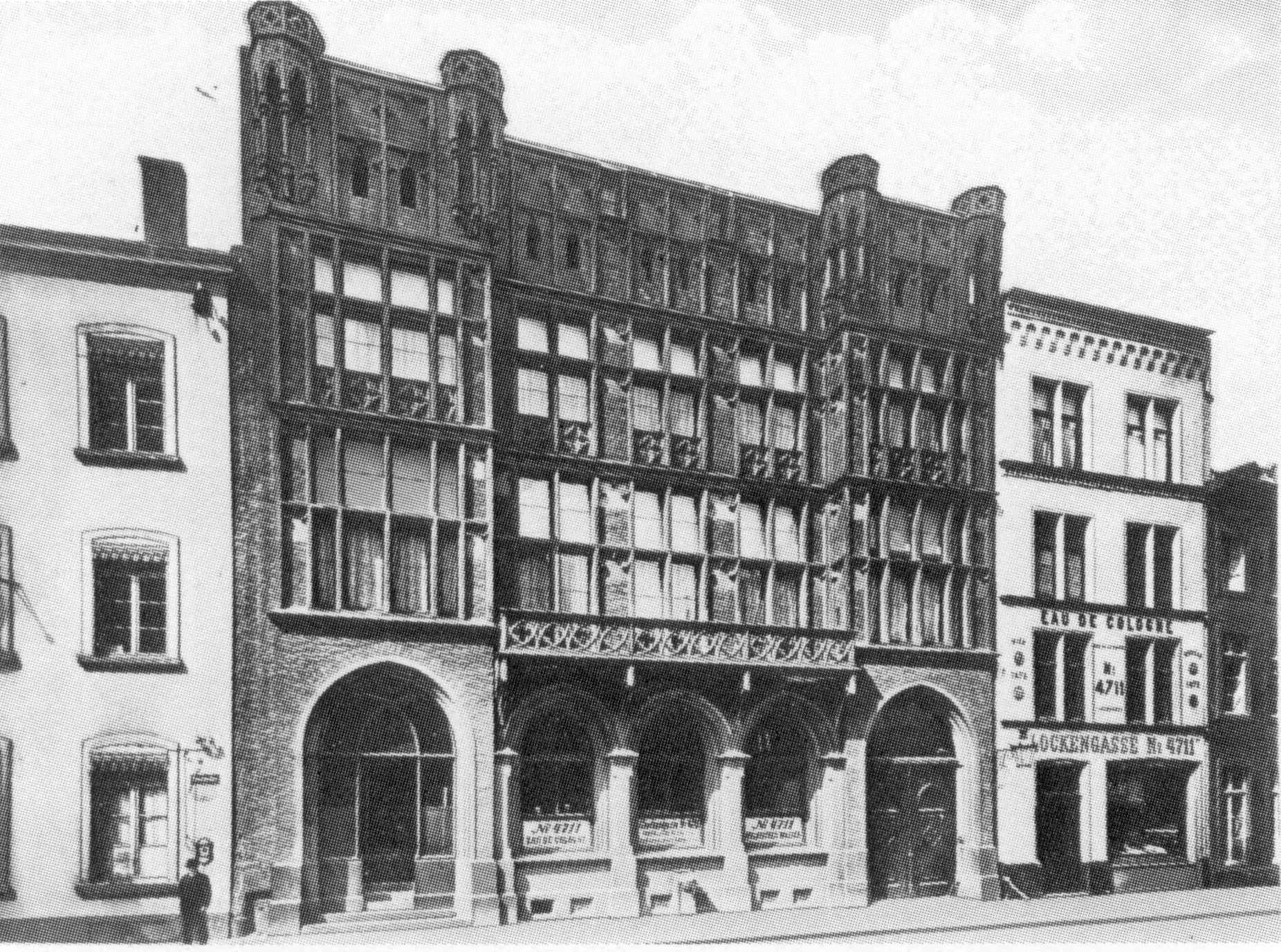
Здание Glockengasse Nr.24-28 в 1864 году

«4711» — марка одеколона, выпускаемого немецкой компанией Mäurer & Wirtz в городе Штольберг (Рейнланд) в земле Северный Рейн-Вестфалия.

## История
В 1709 году Иоганн (Джованни) Мария Фарина основывает в Кёльне мануфактуру, сегодня старейшее парфюмерное предприятие в мире. Фарина называет свои духи в честь новой родины, города Кёльна: Eau De Cologne — одеколон («кёльнская вода» — нем. Kölnisch Wasser).
В 1803 году Вильгельм Мюлленс (1762—1841) выкупил право на пользование псевдонимом «Фарина» и перепродал имя другим предпринимателям, которые на его основе также как и Мюлленс основали свои мануфактуры. В 1832 году согласно судебному решению все мануфактуры были объявлены вне закона. После этого Вильгельм Мюлленс повторно выкупил псевдоним «Фарина» и вновь перепродал права предпринимателям.
Так продолжалось до 1881 года, когда суд огласил окончательный запрет на основания фирм с использованием чужого псевдонима. Фердинанд Мюлленс был вынужден распустить своё предприятие и после этого он основал своё собственное под названием «Кёльнская вода и парфюмерная фабрика Глокенгассе» с номером 4711 (нем. Eau de Cologne & Parfümerie Fabrik Glockengasse No. 4711) напротив почтамта Фердинанда Мюлленса.
В 1994 году марка 4711 была продана фирме «Wella». В 2003 году фирму «Wella», а также предприятие Мюлленса выкупила фирма «Procter&Gamble», в 2006 году марка 4711 была продана предприятию «Mäurer & Wirtz».
Духи Мюлленса 4711 имеют совершенно другой запах, не имеющий ничего общего с кёльнской водой. Пирамида 4711 Original Eau de Cologne состоит из нот розмарина, лаванды, нероли и цитрусов. «Eau de Cologne» является защищённой торговой маркой духов Фарины.

## Дополнительная информация
- Плакат с рекламой одеколона 4711 встречается в художественном фильме 12 стульев.